# Rathaus (Schwäbisch Gmünd)

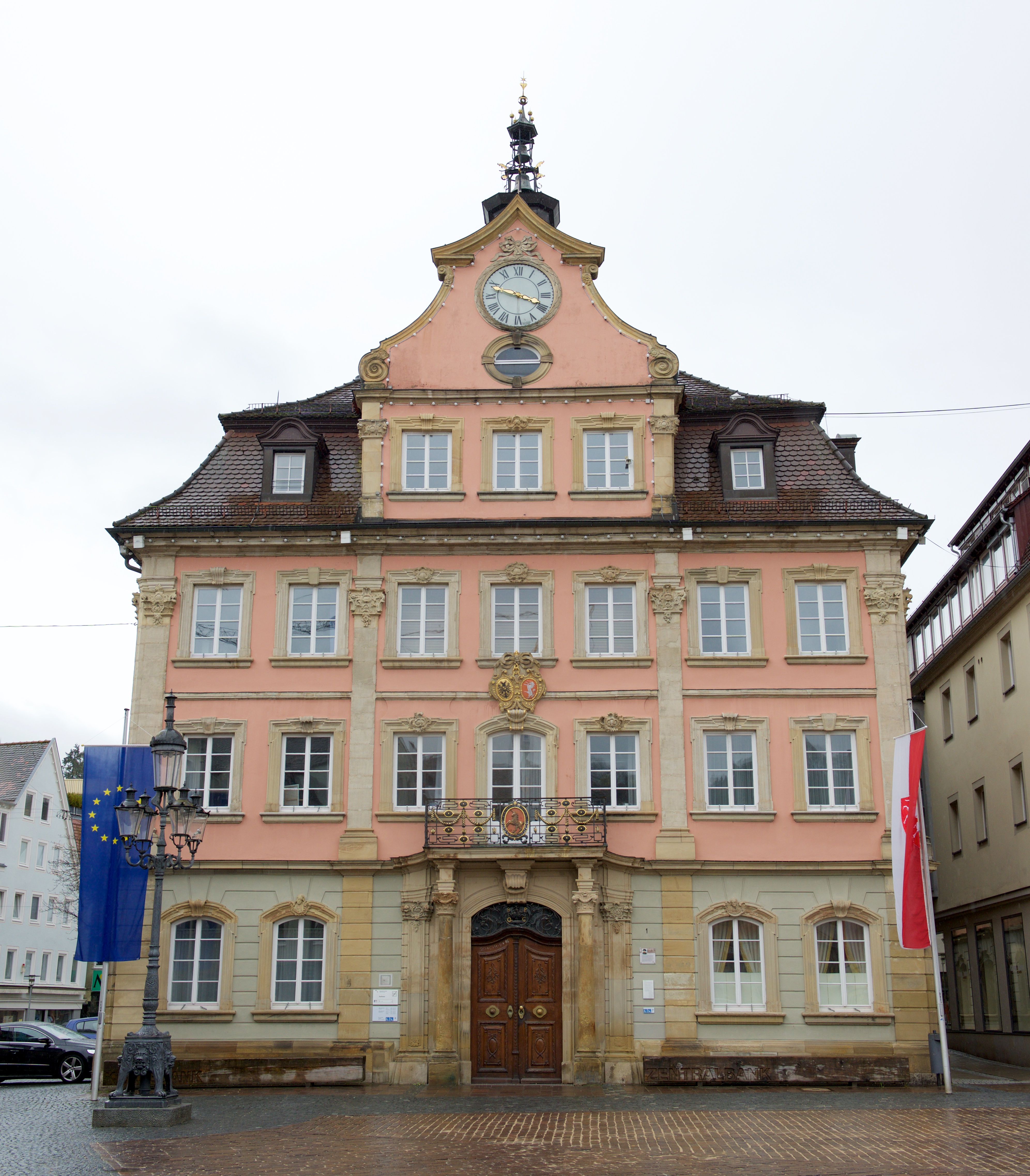
Das Rathaus in Schwäbisch Gmünd vom Marktplatz

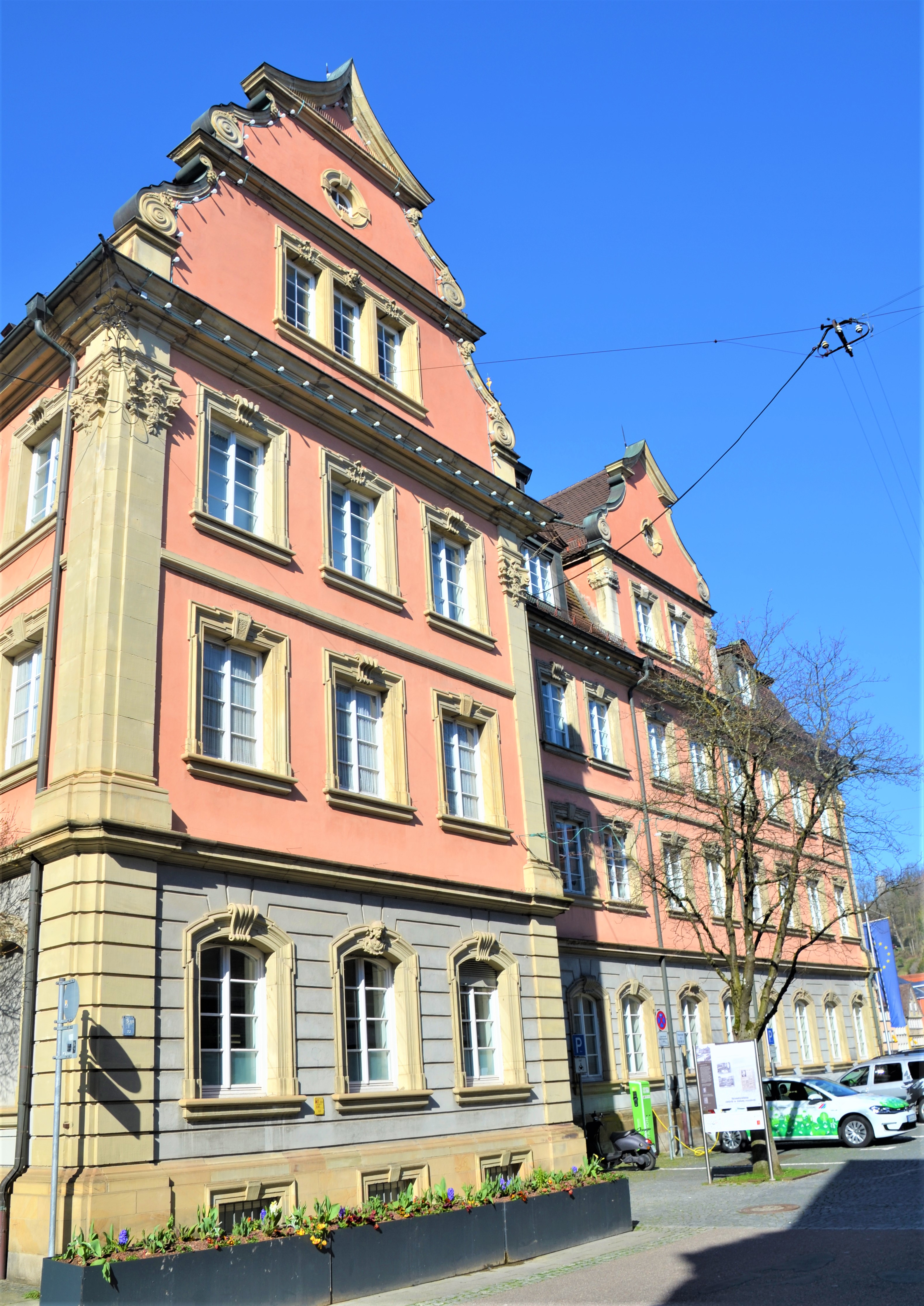
Ansicht von Südosten von der Kornhausstraße Ecke Rinderbacher Gasse

Das Rathaus (selten auch Neues Rathaus) in Schwäbisch Gmünd ist ein barockes Bauwerk am Marktplatz der Stadt und dient als Rathaus bis heute der örtlichen Stadtverwaltung. Es entstand aus dem Umbau eines Stadtpalais der Patrizierfamilie Debler und ersetzte das Alte Rathaus, das als großer Fachwerkbau bis 1793 auf dem Marktplatz stand.

## Geschichte
1760 ließ Franz Melchior Debler die Jehlische Apotheke abbrechen und durch den Gmünder Stadtbaumeister Johann Michael Keller ein repräsentatives Wohnhaus errichten. Die Aufteilung des Wohnhauses ist beim Chronisten Dominikus Debler belegt, der dort seine Kindheit verbrachte. 1783 erwarb die Stadtverwaltung das Haus, um daraus ein neues Rathaus zu machen. Bis 1785 erfolgte der Umbau zum Rathaus, wieder unter dem Baumeister des Hauses Johann Michael Keller. Der Dachreiter sowie die drei Glocken wurden vom alten Rathaus übernommen. 1819 wurde das reichhaltige Gitter am Rathausbalkon ersetzt.
Nach ersten Erweiterungen 1875 wurde von 1906 bis 1908 das Rathaus unter Johann Herkommer nach Süden hin deutlich erweitert. Die barocken Formen weiterführend entstand unter anderem ein neuer Giebeltrakt zur Rinderbachergasse hin. Bei der Innenrestaurierung 1962 wurde der barocke und neubarocke Stuck im Ratsaal zerstört. Weitere Renovierungs- und Umbaumaßnahmen folgten in den Jahren 1973 bis 1975, wobei auch der Dachreiter erneuert wurde.

## Glocken und Glockenspiel
Bis zur Abgabe 1942 besaß das neue Rathaus die drei Glocken des alten Rathauses: die Große Stundenschlagglocke aus dem 15. Jahrhundert, die 1/4-Stundenschlagglocke von 1537 sowie das Sturmglöckchen von 1755. Von der Glockengießerei Kurtz aus Stuttgart stammen die zwei neuen Glocken von 1950. Die große Glocke ist mit zwei Handwerkern sowie einem Goldschmied am Werkbrett geschmückt und trägt die Inschrift: Ich ruf ans Werk, ich mahn’ zum Ruh’n, Gott geb’ die Stärk’, Beid’s recht zu tun! Die kleine Glocke wurde mit der Heiligen Cäcilia mit dem Geigerlein und der Inschrift Ruf ich hinab wie weit die Zeit, Schau Du hinauf zur Ewigkeit. verziert. Außerdem verfügt das Rathaus über ein Glockenspiel.

## Altes Rathaus

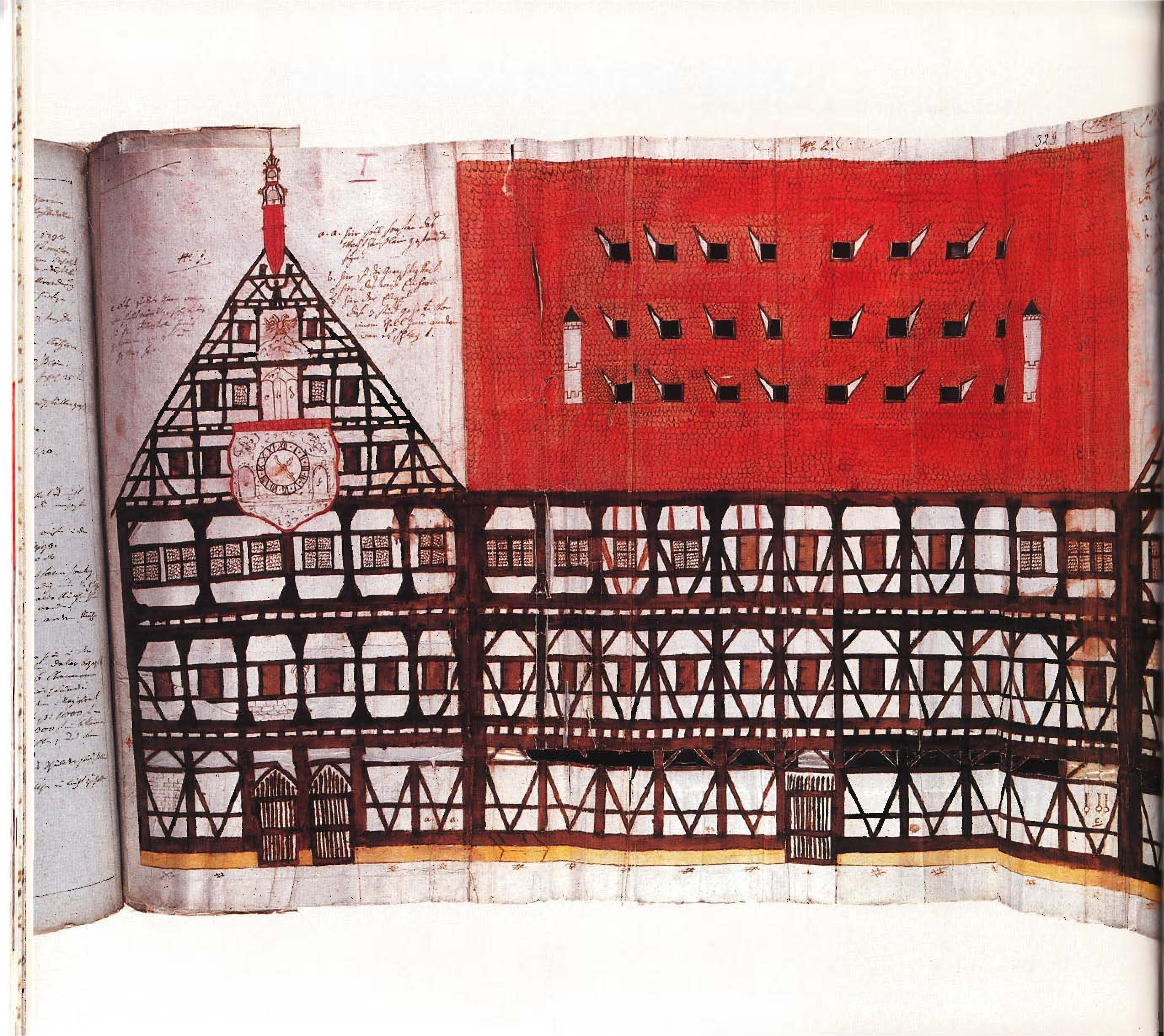
Altes Rathaus in der Debler-Chronik

Das Alte Rathaus (Standort) war ein 1523 von Peter Brehm erbautes Fachwerkhaus, das auf der Fläche des heutigen oberen Marktplatzes stand. Es war 35 Meter lang, 15,5 Meter breit und zirka 30 Meter hoch. Nachdem man das Patrizierhaus Debler bereits von 1783 bis 1785 zum neuen Rathaus umbauen lassen hatte und der Stadtbrand von 1793 zwischen Kornhaus und Klösterle einen Teil der Stadt zerstörte, beschloss der Stadtrat aus Brandschutzgründen und zur Vergrößerung des Marktplatzes, das alte Rathaus eilig abzubrechen. Das Aussehen des Rathauses ist in der Chronik des Dominikus Debler festgehalten. Die Ausmaße wurden bei Ausgrabungen im Jahr 1984 festgestellt.